# Boarmia rupicolor
Boarmia rupicolor là một loài bướm đêm trong họ Geometridae.